# Alexandra Řecká a Dánská (1870–1891)
Alexandra Řecká a Dánská (30. srpna 1870 – 24. září 1891) se narodila jako třetí dítě, prvorozená dcera Jiřího I. Řeckého a Olgy Konstantinovny Romanovové.

## Dětství
Princezna Alexandra Řecká a Dánská se narodila 30. srpna 1870 v Mon Repos, letním sídle řecké královské rodiny na ostrově Korfu jako třetí dítě a nejstarší dcera Jiřího I. Řeckého a Olgy Konstantinovny Romanovové. Alexandřin otec nebyl původem Řek, ale narodil se jako dánský princ Kristián Vilém Šlesvicko-Holštýnsko-Sonderbursko-Glücksburský, syn Kristiána IX. Dánského, v sedmnácti letech byl zvolen řeckým králem. Řecká královská rodina byla součástí dánské, a měla tedy blízko k britské a ruské dynastii, Alexandřiny tet Alexandra a Dagmar se totiž provdaly za britské a ruské dědice trůnu. Jiří I. a Olga se vzali mladí. Ze šťastného manželství vzešlo osm dětí. Jedna dcera zemřela v dětství, ale pět synů a dvě dcery se dožili dospělosti.

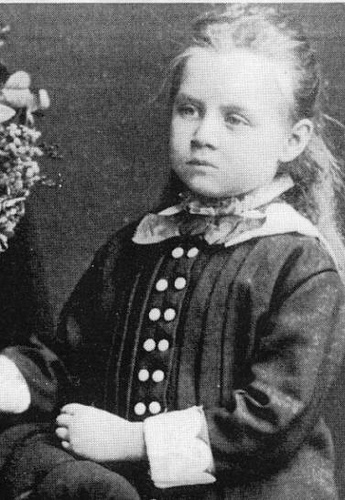
Alexandra v dětství

Řecká královská rodina nebyla dle královských norem bohatá a žila prostě. Král Jiří byl uzavřený muž, ale v rozporu s obecným přístupem té doby, věřil ve šťastné hlučné děti. Alexandra i její sourozenci používali dlouhé chodby v paláci v Athénách k jízdě na kole, kolečkových bruslích, skateboardu a někdy na kole pod vedením samotného krále.[zdroj⁠?!] Vychováváni anglickými chůvami, mluvily děti nejprve anglicky, brzy se však mezi sebou naučily mluvit i řecky. Učily se také německy a francouzsky.
Alexandra, v rodině přezdívaná "Aline" nebo řecky Alix, aby se odlišila od své tety a kmotry, Alexandry, princezny z Walesu, byla optimistická a milována svou rodinou. "Měla jednu z těch sladkých a roztomilých povah, kterou se zalíbila všem, kteří se s ní setkali", vzpomínal její bratr Mikuláš Řecký.
Alexandra se kamarádila se svým bratrem Mikulášem a sestrou Marií. Alexandra trávila noho prázdnin v Dánsku, návštěvami svých prarodičů. Alexandra a její sourozenci se v Dánsku při velkém rodinném setkání seznámili se svými britskými a ruskými bratranci a sestřenicemi.

## Manželství a potomci

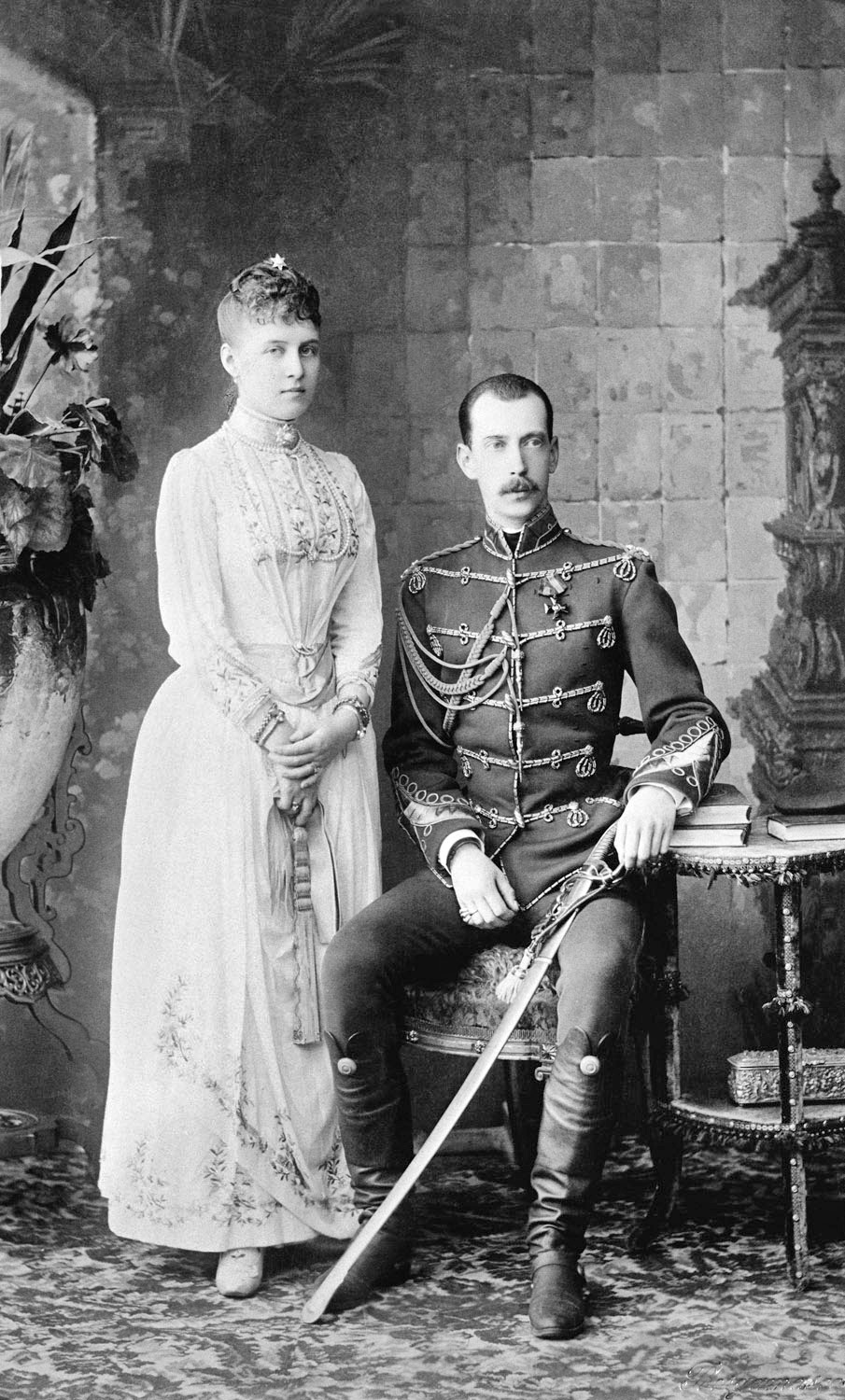
Alexandra Řecká a Dánská se svým snoubencem Pavlem Alexandrovičem

V osmnácti letech se Alexandra 17. června 1889 provdala za Pavla Alexandroviče. Sblížili se, když trávil velkokníže kvůli svým častým onemocněním dýchacích cest zimu v Řecku. Řecká královská rodina také trávila často dovolenou s Romanovci na návštěvách v Rusku a Dánsku.
Alexandra měla s Pavlem dvě děti:
- Marie Pavlovna Romanovová (18. dubna 1890 – 13. prosince 1958)
⚭ 1908 princ Vilém Švédský (17. června 1884 – 5. června 1965)
⚭ 1917 kníže Sergej Michajlovič Putyatin (19. prosince 1893 – 26. února 1966)
- Dmitrij Pavlovič Romanov (18. září 1891 – 5. března 1942) ⚭ 1926 Audrey Emery (4. ledna 1904 – 25. listopadu 1971)

## Smrt
V sedmém měsíci těhotenství se Alexandra vydala na procházku s přáteli kolem řeky Moskvy a skočila přímo do člunu, který tam byl trvale zakotvený, ale upadla když se dostala dovnitř. Druhý den se zhroutila prudkými porodními bolestmi. Porodila syna Dimitrije, upadla do fatálního kómatu a o šest dní později zemřela v Ilyinskoe u Moskvy. Velkokněžna byla pohřbena v chrámu svatého Petra a Pavla v Petrohradu. Jejímu truchlícímu manželovi muselo být zabráněno, aby se vrhl do hrobu s ní.
Ovdovělý Pavel se později morganaticky oženil s Olgou Valerianovnou Palejovou, jejíž syn byl v roce 1918 zavražděn.
V roce 1939, když vládl Alexandřin synovec Jiří II. Řecký, získala řecká vláda povolení od sovětského svazu Josifa Vissarionoviče Stalina přemístit Alexandřino tělo. Její tělo bylo do Athén převezeno řeckou lodí z Leningradu. Nakonec bylo uloženo k odpočinku poblíž paláce Tatoi. Alexandřin mramorový náhrobek nad prázdným hrobem je stále v chrámu Petra a Pavla.
"Alexandřina porodnice" (nyní "Alexandřina všeobecná nemocnice") byla pojmenována na její počest Pavlem I. Řeckým.

## Tituly a oslovení
- 30. srpna 1870 – 17. června 1889: Její Královská Výsost princezna Alexandra Řecká a Dánská
- 17. června 1889 – 24. září 1891: Její Císařská Výsost velkokněžna Alexandra Georgievna Ruská

## Vývod z předků
|                          |                                                               |  |                |                                         |  |  |  |  |  |  |  | Fridrich Karel Ludvík Šlesvicko-Holštýnsko-Sonderbursko-Beckský |
|                          |                                                               |  |                |                                         |  |  |  |  |  |  |  |                                                                 |
|                          | Fridrich Vilém Šlesvicko-Holštýnsko-Sonderbursko-Glücksburský |  |                |                                         |  |  |  |  |  |  |  |                                                                 |
|                          |                                                               |  |                |                                         |  |  |  |  |  |  |  |                                                                 |
|                          |                                                               |  |                | Frederika Schliebenská                  |  |  |  |  |  |  |  |                                                                 |
|                          |                                                               |  |                |                                         |  |  |  |  |  |  |  |                                                                 |
|                          | Kristián IX.                                                  |  |                |                                         |  |  |  |  |  |  |  |                                                                 |
|                          |                                                               |  |                |                                         |  |  |  |  |  |  |  |                                                                 |
|                          |                                                               |  |                | Karel Hesensko-Kasselský                |  |  |  |  |  |  |  |                                                                 |
|                          |                                                               |  |                |                                         |  |  |  |  |  |  |  |                                                                 |
|                          | Luisa Karolina Hesensko-Kasselská                             |  |                |                                         |  |  |  |  |  |  |  |                                                                 |
|                          |                                                               |  |                |                                         |  |  |  |  |  |  |  |                                                                 |
|                          |                                                               |  |                | Luisa Dánská a Norská                   |  |  |  |  |  |  |  |                                                                 |
|                          |                                                               |  |                |                                         |  |  |  |  |  |  |  |                                                                 |
|                          | Jiří I. Řecký                                                 |  |                |                                         |  |  |  |  |  |  |  |                                                                 |
|                          |                                                               |  |                |                                         |  |  |  |  |  |  |  |                                                                 |
|                          |                                                               |  |                | Fridrich Hesensko-Kasselský             |  |  |  |  |  |  |  |                                                                 |
|                          |                                                               |  |                |                                         |  |  |  |  |  |  |  |                                                                 |
|                          | Vilém Hesensko-Kasselský                                      |  |                |                                         |  |  |  |  |  |  |  |                                                                 |
|                          |                                                               |  |                |                                         |  |  |  |  |  |  |  |                                                                 |
|                          |                                                               |  |                | Karolina Nasavsko-Usingenská            |  |  |  |  |  |  |  |                                                                 |
|                          |                                                               |  |                |                                         |  |  |  |  |  |  |  |                                                                 |
|                          | Luisa Hesensko-Kasselská                                      |  |                |                                         |  |  |  |  |  |  |  |                                                                 |
|                          |                                                               |  |                |                                         |  |  |  |  |  |  |  |                                                                 |
|                          |                                                               |  |                | Frederik Dánský                         |  |  |  |  |  |  |  |                                                                 |
|                          |                                                               |  |                |                                         |  |  |  |  |  |  |  |                                                                 |
|                          | Luisa Šarlota Dánská                                          |  |                |                                         |  |  |  |  |  |  |  |                                                                 |
|                          |                                                               |  |                |                                         |  |  |  |  |  |  |  |                                                                 |
|                          |                                                               |  |                | Žofie Frederika Meklenbursko-Zvěřínská  |  |  |  |  |  |  |  |                                                                 |
|                          |                                                               |  |                |                                         |  |  |  |  |  |  |  |                                                                 |
| Alexandra Řecká a Dánská |                                                               |  |                |                                         |  |  |  |  |  |  |  |                                                                 |
|                          |                                                               |  |                |                                         |  |  |  |  |  |  |  |                                                                 |
|                          |                                                               |  | Pavel I. Ruský |                                         |  |  |  |  |  |  |  |                                                                 |
|                          |                                                               |  |                |                                         |  |  |  |  |  |  |  |                                                                 |
|                          | Mikuláš I. Pavlovič                                           |  |                |                                         |  |  |  |  |  |  |  |                                                                 |
|                          |                                                               |  |                |                                         |  |  |  |  |  |  |  |                                                                 |
|                          |                                                               |  |                | Žofie Dorota Württemberská              |  |  |  |  |  |  |  |                                                                 |
|                          |                                                               |  |                |                                         |  |  |  |  |  |  |  |                                                                 |
|                          | Konstantin Nikolajevič Ruský                                  |  |                |                                         |  |  |  |  |  |  |  |                                                                 |
|                          |                                                               |  |                |                                         |  |  |  |  |  |  |  |                                                                 |
|                          |                                                               |  |                | Fridrich Vilém III.                     |  |  |  |  |  |  |  |                                                                 |
|                          |                                                               |  |                |                                         |  |  |  |  |  |  |  |                                                                 |
|                          | Šarlota Pruská                                                |  |                |                                         |  |  |  |  |  |  |  |                                                                 |
|                          |                                                               |  |                |                                         |  |  |  |  |  |  |  |                                                                 |
|                          |                                                               |  |                | Luisa Meklenbursko-Střelická            |  |  |  |  |  |  |  |                                                                 |
|                          |                                                               |  |                |                                         |  |  |  |  |  |  |  |                                                                 |
|                          | Olga Konstantinovna Romanovová                                |  |                |                                         |  |  |  |  |  |  |  |                                                                 |
|                          |                                                               |  |                |                                         |  |  |  |  |  |  |  |                                                                 |
|                          |                                                               |  |                | Fridrich Sasko-Altenburský              |  |  |  |  |  |  |  |                                                                 |
|                          |                                                               |  |                |                                         |  |  |  |  |  |  |  |                                                                 |
|                          | Josef Sasko-Altenburský                                       |  |                |                                         |  |  |  |  |  |  |  |                                                                 |
|                          |                                                               |  |                |                                         |  |  |  |  |  |  |  |                                                                 |
|                          |                                                               |  |                | Šarlota Georgina Meklenbursko-Střelická |  |  |  |  |  |  |  |                                                                 |
|                          |                                                               |  |                |                                         |  |  |  |  |  |  |  |                                                                 |
|                          | Alexandra Sasko-Altenburská                                   |  |                |                                         |  |  |  |  |  |  |  |                                                                 |
|                          |                                                               |  |                |                                         |  |  |  |  |  |  |  |                                                                 |
|                          |                                                               |  |                | Ludvík Württemberský                    |  |  |  |  |  |  |  |                                                                 |
|                          |                                                               |  |                |                                         |  |  |  |  |  |  |  |                                                                 |
|                          | Amálie Württemberská                                          |  |                |                                         |  |  |  |  |  |  |  |                                                                 |
|                          |                                                               |  |                |                                         |  |  |  |  |  |  |  |                                                                 |
|                          |                                                               |  |                | Henrietta Nasavsko-Weilburská           |  |  |  |  |  |  |  |                                                                 |
|                          |                                                               |  |                |                                         |  |  |  |  |  |  |  |                                                                 |